# Kultura jastorfska
     Kultura jastorfska – obszar Dolnej Łaby
     Strefa północnoeuropejskiego Barbaricum

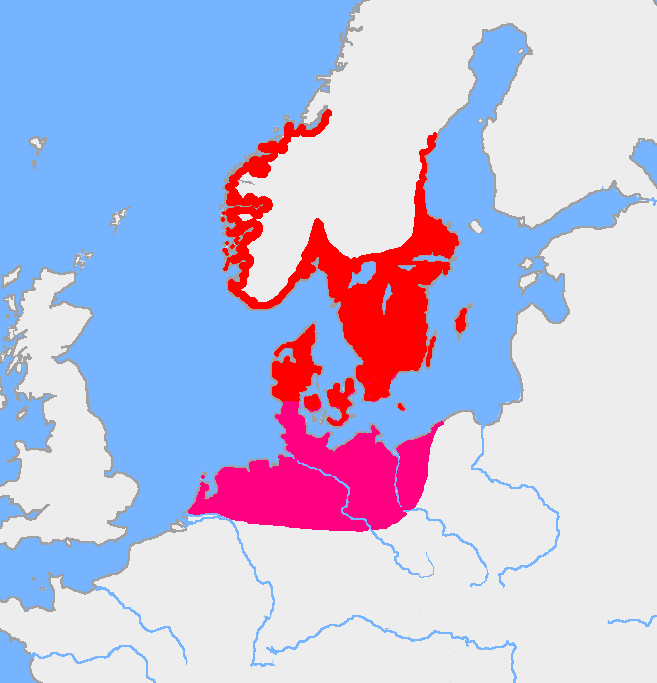
Kultura jastorfska – obszar Dolnej Łaby
Strefa północnoeuropejskiego Barbaricum

Archeologiczna kultura jastorfska (nazwa pochodzi od stanowiska w miejscowości Jastorf w Dolnej Saksonii), jest kulturą wczesnej epoki żelaza z okresu przedrzymskiego (od okresu Hallstatt D – do przełomu er). Omawiana jednostka kulturowa została wydzielona ze względu na zanik poprzednich stanowisk związanych z kulturą nordyjską i pojawienie się nowych form, z których najbardziej charakterystyczną są duże stanowiska sepulkralne (cmentarzyska) rozdzielnopłciowe.

## Chronologia, geneza i zanik
Genezę tej kultury wywodzi się z miejscowych tradycji późnohalsztackich (kultura nordyjska, stanowisko archeologiczne Hallstatt) i wpływu procesów latenizacji. Okres występowania kultury jastorfskiej jest dzielony na dwa etapy: starszy – 600 do 250 p.n.e. i młodszy – 250 p.n.e. do przełomu er. W pierwszym z tych okresów wyróżnia się trzy fazy: Jastorf A – z silnymi wpływami halsztackimi (także jeśli chodzi o wyroby metalowe) – 600–500 p.n.e., co odpowiada okresowi Hallstatt D; Jastorf B – z silnymi wpływami halsztackimi (także jeśli chodzi o wyroby metalowe) – 500–400 p.n.e., co odpowiada okresowi La Tène A oraz Jastorf C – kiedy kultura jastorfska przejmuje cechy lateńskie w zetknięciu się z Celtami – 400–350 p.n.e., co odpowiada okresowi La Tène B. W obrębie okresu młodszego wyróżniamy dwie fazy: Ripdorf – 350–120 p.n.e., co odpowiada okresowi La Tène C oraz Seedorf – 120–0 p.n.e., co odpowiada okresowi La Tène D.
Po przełomie er stanowiska kultury jastorfskiej zanikają, pojawiają się stanowiska z materiałem archeologicznym typowym dla Kręgu nadłabskiego.

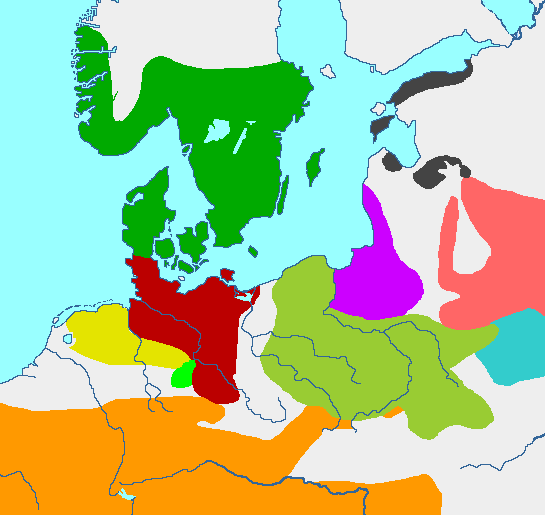
Europa okresu przedrzymskiego epoki żelaza:
grupy nordyckie
kultura jastorfska
grupa Harpstedt-Nienburger
plemiona celtyckie
kultura pomorska
kultura urn domkowych
kultura wschodniobałtycka strefy leśnej
kultura kurhanów zachodniobałtyjskich
kultura miłogradzka
grupy estońskie

     grupy nordyckie
     kultura jastorfska
     grupa Harpstedt-Nienburger
     plemiona celtyckie
     kultura pomorska
     kultura urn domkowych
     kultura wschodniobałtycka strefy leśnej
     kultura kurhanów zachodniobałtyjskich
     kultura miłogradzka
     grupy estońskie

## Obszar występowania i kontekst kulturowy
Zasięg występowania stanowisk kultury jastorfskiej obejmuje obszar dorzecza dolnej Łaby z lokalnymi odmianami w Dolnej Saksonii, Meklemburgii, Brandenburgii. Zabytki związane z kulturą jastorfską obejmują tereny sąsiednie Jutlandii i Szlezwika-Holsztynu. Wyróżnia się także rejony występowania artefaktów tej kultury w środkowych Niemczech i Czechach. Silne powiązania z kulturą Poienesti-Łukasevka wydzieloną na terenie Mołdawii, są przypuszczalnie śladem wędrówki germańskiego plemienia Bastarnów. Kultura jastorfska współwystępuje z osadnictwem celtyckim od zachodu i południa, oraz kulturami archeologicznymi oksywską i przeworską od wschodu.

## Charakterystyczne wytwory kulturowe
Wyposażenie grobów: ozdoby i części stroju z żelaza, szpile (typowe dla kultury jastorfskiej szpile ze skrzydełkami), klamry do pasa, zapinki, kolczyki, brzytwy, szczypczyki. Ceramika: naczynia wazowate o silnie chropowatej powierzchni i krótkiej szyi. Powierzchnia obmazywana, podzielona czasem na płaszczyzny wygładzone poziomo i pionowo. W fazach młodszych upowszechniły się naczynia szeroko otworowe.

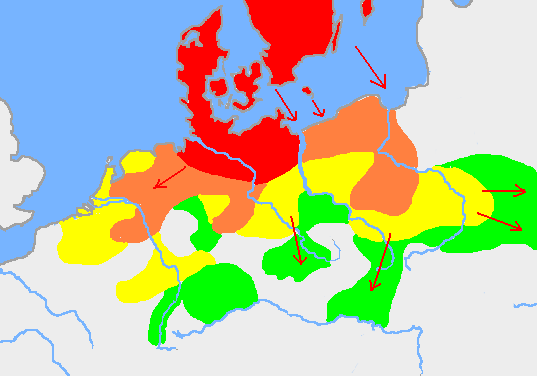
Ekspansja plemion germańskich (750 p.n.e. – I w. n.e.)
przed 750 p.n.e.
do początków naszej ery
do 100 n.e.
po 100 n.e.

     przed 750 p.n.e.
     do początków naszej ery
     do 100 n.e.
     po 100 n.e.

## Osadnictwo
Osady otwarte w skupiskach oddzielonych obszarami pustek, przypuszcza się, że granicami były rzeki, bagna i lasy.

## Obrządek pogrzebowy
Na obszarze kultury jastorfskiej w ciągu całego okresu jej trwania występuje niemal wyłącznie obrządek ciałopalny. W starszym okresie przedrzymskim spotyka się groby z kamienną obudową, czasem w postaci bruków i kręgów. Na niektórych obszarach występują też często niewielkie kurhany (Szlezwik-Holsztyn). W młodszym okresie przedrzymskim kamienne konstrukcje zanikają i występują groby płaskie. Najbardziej charakterystyczne dla kultury jastorfskiej są rozległe cmentarzyska rozdzielnopłciowe, liczące nawet ponad tysiąc pochówków. Większość pochówków stanowią groby popielnicowe pozbawione szczątków stosu. Obok nich spotyka się także skupiska kości, pierwotnie umieszczonych w jakimś pojemniku organicznym (drewniane naczynie lub woreczek). Groby jamowe należą do zupełnie wyjątkowych. Powszechny był zwyczaj nakrywania popielnic naczyniem misowatym.
W skład wyposażenia grobowego wchodziły przede wszystkim ozdoby i części stroju. W fazie schyłkowej pochówki częściej wyposażane były w przedmioty codziennego użytku, narzędzia oraz w broń.

## Wierzenia
Ośrodki kultu zostały odkryte na terenach bagiennych; przejawiają się one w składanych ofiarach z ludzi (możliwa jest także interpretacja, że karano w ten sposób przestępców, (Tacyt I w. n.e.), palonych ogniskach, drewnianych pomostach, wysokich drewnianych figurkach, a także ofiarach składanych w naczyniach glinianych z resztkami pożywienia lub z przedmiotami metalowymi; najczęściej są to naszyjniki.

## Gospodarka
Ludność zajmowała się gospodarką rolno-hodowlaną. Jedynymi znanymi nam narzędziami, związanymi z gospodarką rolną, są kamienne żarna, zarówno nieckowate, jak i rotacyjne.
W północnej części obszaru osadnictwa znajdują się kompleksy pól uprawnych z granicami w postaci wałów kamienno-ziemnych (tzw. Celtic fields).
Na wybrzeżach Bałtyku znane są „śmietniki muszlowe”, zawierające wielką ilość morskich mięczaków, wskazujące na znaczenie ich zbieractwa dla gospodarki.
Wielkie znaczenie dla gospodarki posiadała, zwłaszcza od młodszego okresu przedrzymskiego, produkcja żelaza. Na terenie Szlezwika-Holsztynu występują liczne stanowiska ze śladami produkcji hutniczej, znajdujące się głównie wokół większych złóż rud darniowych, z dala od skupisk osadniczych.
Śladem ożywionego handlu z południową Europą są importy z tamtych rejonów; między innymi brązowe kotły z żelaznym brzegiem, prawdopodobnie z warsztatów z terenu Recji.

## Kultura jastorfska na terenie Polski
Na terenie Polski wyróżnia się dwie grupy lokalne kultury jastorfskiej. Grupa nadodrzańska charakteryzuje się grobami jamowymi i lokalnymi formami zabytków: szpile ze skrzydełkami (Pomorze Zachodnie), pochówki w obrządku ciałopalnym, groby popielnicowe obsypane resztkami stosu nakryte misą, kamienne stelle lub bruki, inwentarz ubogi; przypuszcza się, że wyposażane były jedynie groby kobiece (okres La Tène B). Grupa gubińska – pochówki popielnicowe nakrywane misą niekiedy kamieniem, rejon Głogowa. Obydwie grupy lokalne zanikają w pierwszej połowie I w. p.n.e.

## Interpretacja etniczna
Kultura jastorfska jest utożsamiana z ludami (proto) germańskimi: niektórzy badacze utożsamiają ją z obszarem zamieszkanym przez plemię Swebów; plemiona z rejonu dorzecza dolnej Łaby są utożsamiane z Longobardami